# Mètode hipoteticodeductiu
El mètode hipotètic-deductiu és el fonament del mètode científic. A partir de les idees de Francis Bacon es va considerar que la ciència partia de l'observació de fets i que d'aquesta observació repetida de fenòmens comparables, s'extreien per inducció les lleis generals que governen aquests fenòmens. Posteriorment Karl Popper (1902 - 1994) rebutjà la possibilitat d'elaborar lleis generals a partir de la inducció i va sostenir que en realitat aquestes lleis generals són hipòtesis que formula el científic, i que s'utilitza el mètode inductiu d'interpolació per, a partir d'aquestes hipòtesi de caràcter general, elaborar prediccions de fenòmens individuals. En aquesta concepció del mètode científic és central la falsabilitat de les teories científiques (és a dir, la possibilitat de ser refutades per l'experimentació). En el mètode hipotètic deductiu, les teories científiques mai no es poden considerar veritables, sinó a tot estirar «no refutades».

## Procediment
1. Detectar un problema: en el segle xix, els astrònoms Adams i Le Verrier van descobrir que el planeta Urà no seguia l'òrbita prevista per les lleis de Newton.
2. Formulació d'una hipòtesi: van suposar que tals irregularitats serien produïdes per l'atracció d'un altre planeta en una òrbita exterior.
3. Deducció de conseqüències observables: si existís tal planeta havia de tenir tal massa i havia de trobar-se en tal punt en el cel i, per tant, amb un telescopi s'hauria observar.
4. Experiment: l'astrònom Galle-que disposava d'un potent telescopi-va trobar efectivament el planeta suposat al que van cridar Neptú, la hipòtesi va resultar no refutada per l'experiència.

## Fonament
Tradicionalment s'ha sostingut que l'argument deductiu és una inferència immediata, que de premisses universals s'obté una conclusió particular. Per aquesta raó, direm que un argument és deductiu si la conclusió està continguda en les premisses ja sigui per la seva generalitat o per la seva estructura. Dels dos següents exemples el primer es basa en la generalitat i el segon en l'estructura .

### Exemple 1
Segons la definició, els següents arguments són deductius:
- Tots els batxillers són futurs universitaris: Robert és un batxiller, per tant, Robert és un futur universitari.
- Cap estudiant és conformista: Héctor és estudiant, per tant, Héctor no és conformista.

En els dos arguments s'observa que la conclusió és de menor extensió que les premisses. En ambdós casos, la conclusió és un enunciat singular, mentre tots dos tenen almenys una premissa universal, 

### Exemple 2
Hi ha un altre tipus d'arguments que també són estudiats en lògica, i no obstant això, no compleixen estrictament amb la definició de la inferència deductiva del cas anterior, com en el següents arguments:
- Tots els mexicans són festius: tots els de Veracruz són mexicans, per tant, tots els de Veracruz són festius.
- Si Robert acaba el batxillerat, ingressarà en la UNAM: Robert ha acabat el batxillerat, per tant, Robert ingressarà en la UNAM.

En el primer argument, tant les premisses com la conclusió tenen enunciats universals, i d'acord amb les regles de distribució, els seus termes tenen la mateixa universalitat en la conclusió que les altres premisses. Per tant, aquest exemple no encaixaria completament en la definició d'argument deductiu.
En el segon argument, la primera premissa de l'enunciat és condicional i la segona premissa és singular, que és justament l'antecedent del condicional. Aquí tampoc es veu que es passi de l'universal al particular, si més no en el sentit que s'està plantejant.